# برامشيل
برامشيل (بالإنجليزية: Bramshill)‏هي أبرشية مدنية في مقاطعة هامبشاير الإنجليزية وهي جزءًا من مقاطعة هارت. أصبح اسمها مرادفًا لكلية موظفي الشرطة الواقعة في منزل برامشيل. يحدها أنهار وايت ووتر وبلاك ووتر وهارت وقرى فارلي هيل وإيفرسلي وهازيلي وهيكفيلد وريسلي وسوالوفيلد.